# Бельвіль (Онтаріо)

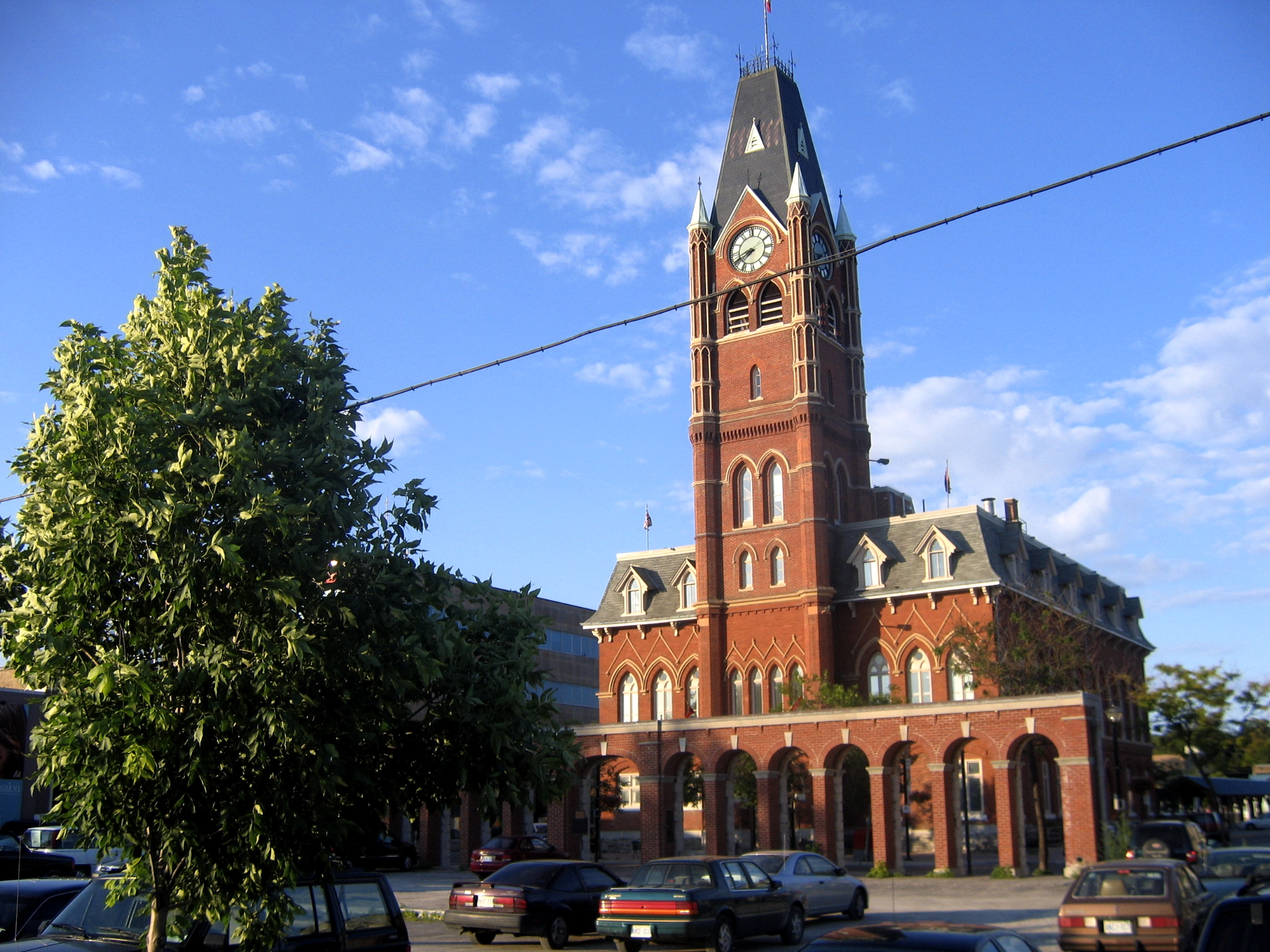
Бельвільська ратуша

 Бельвіль  (англ. Belleville, фр. Belleville, дос. «чудове місто») — містечко в Канаді, у графстві Гастінгс провінції Онтаріо. Місто розташоване на півдні Онтаріо, у гирлі річки Мойра на березі затоки Квінте озера Онтаріо.

## Населення
За переписом 2011 року населення міста Бельвіль становило 49 454 чоловік. Найрозповсюднішою мовою в місті є англійська, нею розмовляють 44 770 чоловік (90,5 % населення), французьку визнали рідною 650 чоловік (1,3 % населення), іншими мовами розмовляють 2845 чоловік (5,8 % населення). Українську мову визнали рідною 35 чоловік (в цілому в агломерації визнали її рідною 105 чоловік).

## Спорт
У Бельвілі є хокейна команда Бельвіль Булс, котра виступає у Хокейній лізі Онтаріо.

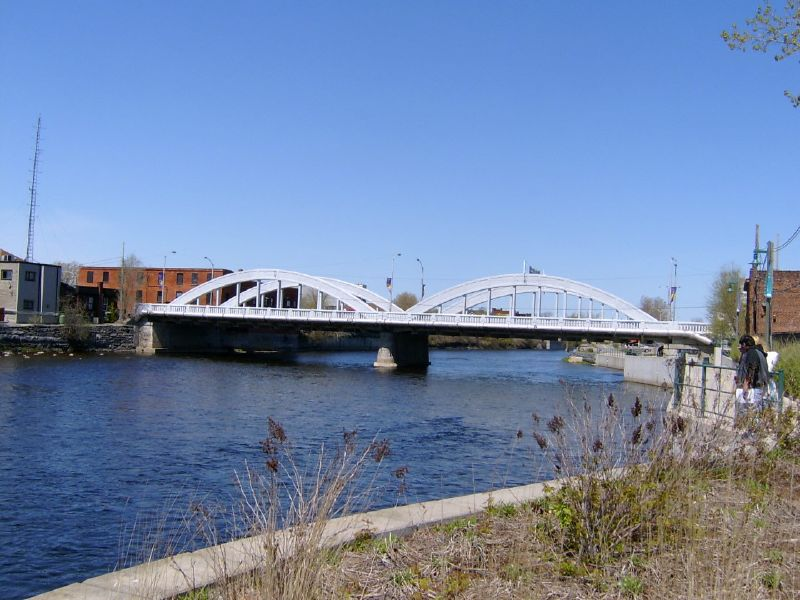
Річка Мойра в Бельвілі

## Відомі люди
- У місті народилася рок-співачка Авріл Лавін.
- У місті народилася джаз- і рок-співачка Лі Аарон
- У місті народився хокеїст, володар Кубка Стенлі Біллі Бойд

## Міста-побратими
- КНР Чжучен
- Німеччина Лар
- Південна Корея Кунпхо